# جان دوجردان
جان إدموند دوجردان (بالفرنسية: Jean Dujardin)‏ (اللفظ الفرنسي [ʒɑ̃ ɛdmɔ̃ dyʒaʁdɛ̃]؛ من مواليد 19 يونيو 1972) ممثل، وكوميدي وفنان فكاهي ومخرج تلفزيوني فرنسي. بدأ مسيرته المهنية كـ «ستاند آب كوميديان» في باريس قبل أن يصبح ضيف شرف في البرامج التلفزيونية الكوميدية والأفلام. وقد برز إلى الساحة لأول مرة في المسلسل التلفزيوني ذو الشعبية آن غار إُين فيل، الذي مثل فيه دور البطولة إلى جانب حبيبته أليكسندرا لامي، قبل أن يحرز نجاحًا في عالم الأفلام مع أفلام مثل بريس دو نيس، وفلم أو إس إس117: كايرو نيست أوف سبايس للمخرج ميشيل هازنافيسيوس وجزؤه الثاني أو إس إس: لوست إن ريو بالإضافة إلى فرنك99.
حصد دوجردان شهرة عالمية وإعجابًا على نطاق واسع لأدائه دور جورج فالنتين في عام 2011، في الفلم الصامت الحائز على جائزة ذا أرتيست (الفنان). وحصل نتيجة أدائه لهذا الدور على العديد من الجوائز، بما في ذلك جائزة الأوسكار لأفضل ممثل (كان أول ممثل فرنسي ينال هذه الجائزة)، وجائزة غولدن غلوب لأفضل ممثل - فيلم موسيقي أو كوميدي، وجائزة البافاتا لأفضل ممثل في دور رئيسي، وجائزة نقابة ممثلي الشاشة عن الأداء المتميز لممثل ذكر في دور رئيسي، وجائزة أفضل ممثل في مهرجان كان السينمائي. ظهر في وقت لاحق في فيلم الكوميديا السوداء في عام 2013 الذي أخرجه مارتن سكورسيزي ذا ولف أوف وول ستريت (ذئب وول ستريت) وفيلم الدراما التاريخية الذي أخرجه جورج كلوني في عام2014 ذا مونيومينتس مان (رجال الأثار).

## مسيرته المهنية
بدأ دوجردان مسيرته في التمثيل من خلال تقديم عرض فردي من تأليفه في العديد من حانات وملاهي باريس. لفت الانتباه لأول مرة عندما ظهر في برنامج المواهب الفرنسي غرين دو ستار في عام 1996 كجزء من المجموعة الكوميدية نو سيسيدي نو، التي شُكلت من قبل أعضاء مسرح كاري بلانك.
منذ عام 1999 حتى عام 2003، أخذ دوجردان دور البطولة في الإنتاج الفرنسي للمسلسل الكوميدي الكندي الأصل آن غار إُين فيل إلى جانب زوجته المستقبلية ألكسندرا لامي، قبل الانتقال إلى مجال الأفلام. خط المسلسل التلفزيوني مسار علاقة، وكانت مدة كل حلقة أقل من عشر دقائق. في عام 2005، جسد دور راكب الأمواج الحامل للقب، في الفيلم الكوميدي الشهير بريس دو نيس وأدى الأغنية التصويرية الخاصة بالفيلم.[بحاجة لمصدر]
في عام 2006، أدى دوجردان دور العميل العنصري المتحيز جنسيًا السري هوبيرت بونيسيور دو لا باث في الفيلم الكوميدي أو إس إس117: كايرو نيست أوف سبايس، وهو الدور الذي حصل عليه على جائزة النجمة الذهبية، وترشيح لجائزة سيزار لأفضل ممثل. أدى نجاح الفيلم إلى جزء ثاني منه كان أو إس إس: لوست إن ريو الذي أخرجه جان كونن، وقام ببطولة فيلم إف99 (فرنك99). وهو محاكاة تهكمية وجودية ناجحة لمجال إدارة الإعلانات، مقتبس من أكثر الكتب مبيعًا التي تحمل اسم   فريديريك بيجبيديه. في العام نفسه، غامر بالخوض في مجال الدراما لأول مرة على الشاشة الفضية، فلعب دور أب وشرطي منكوب في فيلم كونتر-أنكيت من إخراج فرانك مانكوزو. في عام 2009، ظهر في فيلم أ مان أند هيز دوغ (رجل وكلبه) إلى جنب أسطورة الشاشة، والذي غالبًا ما قورن به جان بول بلموندو. في عام 2010، لعب دور البطولة في فيلم ذا كلينك أوف آيس إلى جانب ألبرت دوبونتيل، الذي يلعب شخصية مرضه بالسرطان، وهو فيلم كوميديا سوداء فرنسي كتبه وأخرجه برتراند بليي.

## روابط خارجية
- جان دوجردان على موقع IMDb (الإنجليزية)
- جان دوجردان على موقع ميتاكريتيك (الإنجليزية)
- جان دوجردان على موقع الموسوعة البريطانية (الإنجليزية)
- جان دوجردان على موقع روتن توميتوز (الإنجليزية)
- جان دوجردان على موقع مونزينجر (الألمانية)
- جان دوجردان على موقع قاعدة بيانات الأفلام العربية
- جان دوجردان على موقع ألو سيني (الفرنسية)
- جان دوجردان على موقع ميوزك برينز (الإنجليزية)
- جان دوجردان على موقع تيرنر كلاسيك موفيز (الإنجليزية)
- جان دوجردان على موقع أول موفي (الإنجليزية)